# Кунік Аріст Арістович
Аріст Арістович Кунік (рос. Арист Аристович Куник, нім. Ernst-Eduard Kunik; 14 жовтня 1814, Ґрановиці, Сілезія, Пруссія — 18 січня 1899 (30 січня 1899), Санкт-Петербург, Росія) — російський та німецький історик. Прихильник норманської теорії утворення Руської держави.

## Ранні роки та освіта
Народився у селі Ґрановіце в провінції Сілезія в складі Королівства Пруссія 14 жовтня 1814 року. Батько, Ернст Фрідріх Кунік, володів невеликою садибою поблизу міста Явора.
Освіту спочатку здобував у гімназії міста Легниця. Згодом навчався в університеті у Бреслау (нині Вроцлав), закінчив Берлінський університет.
1839 року за сприяння Михайла Погодіна емігрував до Росії, поселився в Москві та почав вивчати російську історію. З 1841 року писав для газети «Москвитянин».

## Наукова діяльність
1844 року став ад'юнктом Академії наук з російської історії. 1850 став екстраординарним академіком. Працював старшим зберігачем Ермітажу, членом археографічної комісії, в якій займався головно актами іноземними мовами.
У своїх працях просував норманську теорію утворення Руської держави. Головною його працею вважається «Die Berufung der schwedischen Rodsen durch die Finnen und Slawen», видана 1844 року.
У своїх наукових працях вперше імплементував історико-генетичний метод мовознавства, розроблений німецьким науковцем Якобом Гріммом.
1866 року за дорученням графа Івана Делянова, голови Імператорської публічної бібліотеки, займався викупом частини бібліотеки покійного історика Олександра Маєра у його сестри. На основі цих матеріалів склав «Атласы предположений о застроении Санкт-Петербурга. 1703—1839» (укр. Атласи припущень про забудову Санкт-Петербурга. 1703-1839).
1876 року став доктором російської історії honoris causa Київського університету Святого Володимира.
Активно захищав справжність Краледворського та Зеленогорського рукописів (як виявилося, підробок Вацлава Ганки).
Помер 18 січня 1899 (30 січня 1899) у Санкт-Петербузі.

## Праці
- «Die Berufung der schwedischen Rodsen durch die Finnen und Slawen» (1844);
- «Программа задачи на премию о византийской хронографии» (1849);
- «О влиянии иранского племени на судьбы семитических народов» (1856);
- «Замечания к Отрывкам о варяжском вопросе С. Гедеонова» (1862);
- «О сравнительном исследовании славянских и литовских наречий» (1863);
- «Сборник материалов для истории Императорской Академии Наук в XVIII веке» (1865);
- «О записке готского топарха» (1874);
- «Тохтамыш и Фиркович» (1876);
- «Известия Аль-Бекри и других авторов о Руси и Славянах» (1878; разом з бароном Віктором Розеном[ru]);
- «Примечания к Каспию Дорна» (1882);
- «Печенеги, Торки, Половцы» (1888);
- «Об описании славянских земель Ибрагима Ибн-Якуба» (1890);
- «Известия Аль-Бекри и других авторов о Руси и Славянах» (1903, опубліковано посмертно);
- «Почему Византия остаётся загадкой во всемирной истории» («Записки Академии наук», Т. II);
- «Об учёных сборниках и периодических изданиях Императорской Академии Наук с 1726 по 1852 год» («Записки Академии наук», Т. I);
- «Перечень сочинений В. H. Татищева и материалов для его биографии» («Записки Академии наук», Т. XLVII).